# Menhir von Chigy

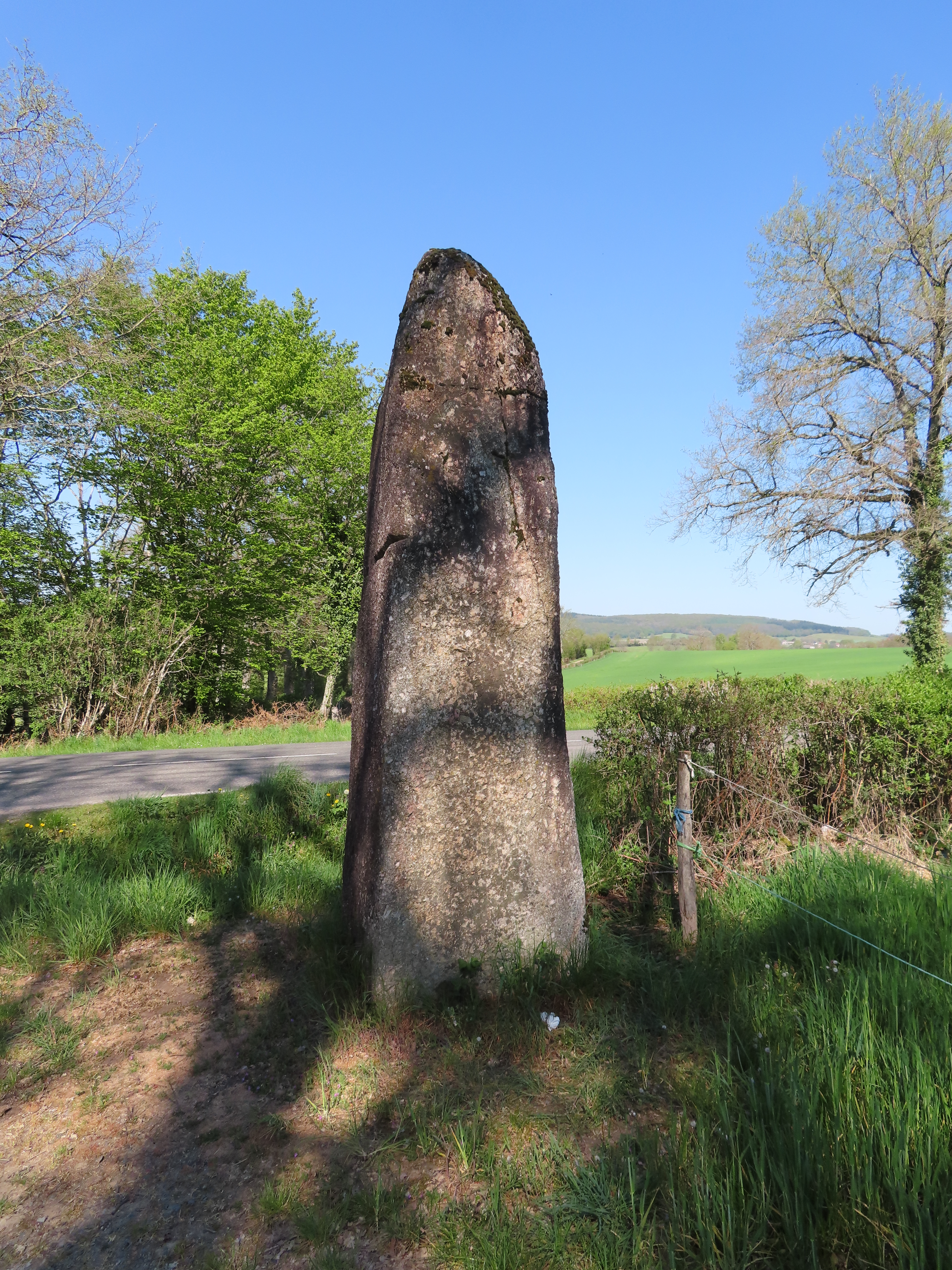
Menhir von Chigy

Der Menhir von Chigy (auch Menhir von Tazilly genannt) steht an dem Bois Billaud genannten Platz südöstlich von Tazilly an der Straße D 973 nach Bourbon-Lancy am Rande des Regionalen Naturparks Morvan im äußersten Süden des Département Nièvre in Frankreich.
Der vor mehr als 4000 Jahren errichtete phallische Menhir wurde gestürzt oder fiel im Laufe der Jahrhunderte um. Am Ende der Bronzezeit wurden unter seinem leicht angehobenen Kopf die Reste einer Brandbestattung deponiert. Der aufgerichtete Menhir ist ein etwa 3,35 m hoher und an der Basis 1,2 × 1,0 m messender Granitblock, der 1882 von G. de Champeaux erkannt wurde, lag damals teilweise begraben auf einer Wiese. Seine Ausgrabung im Jahre 1986 zeigte, dass es sich um einen authentischen 4,5 m langen Stein handelt, dessen Standgrube zahlreiche Stützsteine, ein Mahlsteinfragment und ein Votivbeil enthielt. Der Menhir, der Spuren einer versuchten Spaltung zeigt, wurde etwa 120 Meter von seinem ursprünglichen Standort wieder aufgestellt. Er ist einer der Menhire im Westen des südlichen Burgunds in Broye, Couches, Maltat, Monthelon und Saint-Nizier-sur-Arroux.